# فرانتیر (ابررایانه)
ابررایانه فرانتیر شرکت هیولت پاکارد (اچ پی) یا OLCF-5، اولین ابررایانه اگزا مقیاس جهان است که در مرکز رهبری محاسباتی اوک ریج در تنسی ، ایالات متحده مستقر شده و اولین بار در سال ۲۰۲۲ عملیاتی شد. این کامپیوتر بر اساس ابررایانه کری ای‌ایکس طراحی شده و جانشین سامیت (OLCF-4) است. فرانتیر از پردازنده مرکزی و پردازنده گرافیکی ای‌ام‌دی استفاده می کند و تا تاریخ ژوئن ۲۰۲۲ سریعترین ابررایانه جهان بود.    فرانتیر به بیشینه عملی ۱.۱۰۲ اگزافلاپس دست یافت که ۱.۱۰۲ کوینتیلیون عملیات در ثانیه است.  فرانتیر با ۶۲.۶۸ گیگافلاپ در وات، در صدر فهرست گرین۵۰۰ برای کارآمدترین ابرکامپیوترها قرار داشت، تا زمانی که در نوامبر ۲۰۲۲ توسط ابررایانه هنری موسسه فلاتیرون از این جایگاه خارج شد.

## طراحی
فرانتیر از ۹،۴۷۲ پردازنده  AMD Epyc 7453s (ترنتو) 2 گیگاهرتز ۶۴ هسته ای (در مجموع ۶۰۶،۲۰۸ هسته) و  ۳۷،۸۸۸ پردازنده گرافیکی Radeon Instinct MI250X (در مجموع ۸،۳۳۵،۳۶۰ هسته) استفاده می کند. آنها می توانند عملیات با دقت مضاعف را با همان سرعت عملیات معمولی انجام دهند.
پردازنده ترنتو بهینه سازی شده پردازنده نسل سوم اپیک (میلان) است که بر اساس ریزمعماری Zen3 ساخته شده بود.
این پردازنده ها ۷۴ قفسه ۴۸ سانتی‌متری (۱۹ اینچ) را اشغال میکنند. هر قفسه ۶۴ تیغه را در خود جای میدهد که هر کدام از ۲ گره تشکیل شده است.
تیغه ها توسط سوئیچ ۶۴ پورتی HPE Slingshot که ۱۲.۸ ترابیت بر ثانیه پهنای باند را فراهم می کند به هم متصل می شوند. گروه‌هایی از تیغه‌ها در یک مختصات سنجاقکی با حداکثر سه یال بین هر دو گره به هم متصل می‌شوند. کابل کشی، نوری یا مسی است که برای به حداقل رساندن طول کابل بهینه شده است. طول کل کابل کشی ۱۴۵ کیلومتر (۹۰ مایل) است. فرانتیر با مایع خنک می شود که ۵ برابر مترکم تر از هوای لازم برای خنک کنندگی است.
هر گره شامل یک واحد پردازنده مرکزی، ۴ واحد پردازنده گرافیکی و ۵ ترابایت حافظه از نوع فلش مموری است. هر پردازنده گرافیکی دارای ۱۲۸ گیگابایت رم است که روی آن لحیم شده است.
فرانتیر دارای اتصالات متقابل منسجمی بین پردازنده مرکزی و پردازنده گرافیکی است که به حافظه پردازنده گرافیکی اجازه می دهد تا به کدهای در حال اجرا بر روی پردازنده مرکزی به طور منسجم دسترسی پیدا کند.
فرانتیر از سیستم ذخیره سازی داخلی با توانایی خواندن با سرعت ۷۵ ترابایت بر ثانیه، نوشتن با سرعت ۳۵ ترابایت بر ثانیه و ۱۵ میلیارد آی‌آپس استفاده میکند.
مصرف فرانتیر ۲۱ مگاوات (در مقایسه با مصرف ۱۳ مگاواتی سامیت) تخمین زده شده است در صورتی که سیستم اگزامقیاس بعدی ایالات متحده، ابررایانه آرورا، حدود ۶۰ مگاوات مصرف خواهد کرد.

## تاریخچه
طرح اولیه، صدها هزار پردازنده گرافیکی و ۱۵۰ تا ۵۰۰ مگاوات توان را در نظر داشت. آزمایشگاه ملی اوک ریج با شرکت کری و ای‌ام‌دی برای ساخت این سیستم همکاری کردند.
این ابرکامپیوتر با هزینه ۶۰۰ میلیون دلار آمریکا ساخته شده است. استقرار آن در سال ۲۰۲۱ آغاز شد و در سال ۲۰۲۲ به بهره‌برداری کامل رسید. در ماه می ۲۰۲۲، سرعت بیشینه عملی آن ۱.۱ اگزافلاپس بود که آن را به سریع‌ترین ابررایانه جهان تبدیل کرد که در به روز رسانی ژوئن ۲۰۲۲ وبسایت تاپ۵۰۰، در صدر فهرست آن  قرار گرفت و جایگزین فوگاکو شد.
پس از راه‌اندازی، این ابررایانه در صدر فهرست گرین۵۰۰ برای کارآمدترین ابرکامپیوترها قرار گرفت که نرخ بهره‌وری آن ۶۲.۶۸ گیگافلاپ در وات اندازه گیری شد.
توماس زکریا، مدیر آزمایشگاه ملی اوک‌ ریج، گفته بود: «فرانتیر در حال آغاز دوره جدیدی از محاسبات اگزامقیاس برای حل بزرگترین چالش های علمی جهان است. این دستاورد فقط پیش نمایشی از قابلیت کم نظیر فرانتیر را به عنوان ابزاری برای اکتشافات علمی ارائه می دهد. فرانتیر نتیجه بیش از یک دهه همکاری بین آزمایشگاه‌های ملی، دانشگاه‌ها و بخش خصوصی، از جمله پروژه محاسباتی اگزامقیاس وزارت انرژی ایالات متحده است که برنامه‌های کاربردی، فناوری‌های نرم‌افزاری، سخت‌افزار و یکپارچه‌سازی لازم را برای اطمینان از تأثیرگذاری در اگزامقیاس به کار می‌گیرد.